# Charline Roux
Pour les articles homonymes, voir Roux (patronyme).
Charline Roux est une animatrice française de radio et de télévision.

## Biographie

### Débuts
Charline Roux commence sa carrière sur Canal+ en collaborant à l'émission Nulle part ailleurs.

### Radio
Elle co-anime avec Alexandre Devoise et Delphine Mongens la matinale de RTL2 : Le grand bazar entre 2002 et 2005, puis avec Benjamin Castaldi durant la saison 2006-2007.
Durant la saison 2013-2014, elle anime la tranche 9 h-12 h puis celle de 12 h-15 h sur la radio Mouv'.
Elle remplace Sonia Devillers en présentant L'instant M lors de ses congés pendant la saison 2015-2016
sur France Inter.
De 2017 à 2022, elle co-anime chaque jour l'émission Popopop consacrée à la pop culture avec Antoine de Caunes sur France Inter,.
Parallèlement, elle présente plusieurs podcasts natifs : Marvel, la fabrique des super-héros en 2019, une série de sept émissions sur France Inter ou encore l'émission We love séries consacré aux séries télévisées sur la plateforme d'écoute Binge Audio depuis 2018.
Pendant l'été 2020, elle anime l'émission musicale Haute Fidélité sur France Inter en alternance avec Jean Morel.
Durant la saison 2022-2023, elle présente une chronique musicale dans l'émission C'est encore nous ! toujours sur France Inter.
Depuis septembre 2022, elle anime la chronique musicale Dans la playlist de France Inter dans Le Cinq sept consacrée aux nouveautés musicales.
En 2023, elle anime à nouveau Haute Fidélité sur France Inter pendant l'été, prenant ainsi la suite d'Aline Afanoukoé.
En septembre 2024, elle anime Le Score sur Radio Nova. Elle y interview un ou une invitée pendant la première heure puis lui laisse sa place pour composer une playlist de 30 minutes à partir de la discothèque de la radio.

### Télévision
Durant la saison 2007-2008, elle est chroniqueuse dans l'émission Morandini ! de Jean-Marc Morandini sur Direct 8. Elle intervient la même année dans l'émission consacrée au cinéma animée par Isabelle Giordano : Jour de fête.
Entre 2008 et 2009, elle co-anime sur France 3 avec le docteur Marcel Rufo un magazine hebdomadaire interactif : Le mieux c'est d'en parler autour de la santé et du bien-être.
En 2012, elle fait ensuite partie de l'équipe du magazine musical Monte le son ! sur France 4, et anime les sessions live du magazine jusqu'en 2017,.
Durant la saison 2018-2019, elle présente l'émission Team Séries consacrée aux séries télévisées sur la chaine Warner TV.